# گووری (آیووا)
گووری (به انگلیسی: Gowrie) شهری در ایالت آیووا کشور ایالات متحده آمریکا است که جمعیت آن در سرشماری سال ۲۰۱۰ میلادی، ۱٬۰۳۷ نفر بوده‌است.